# Via Sacra (Grècia)
La Via Sacra (en grec antic Ἱερὰ Ὁδός, "Hierá Hodós"), a l'antiga Grècia, era el camí que portava d'Atenes a Eleusis. Es va anomenar així perquè era la ruta per on discorria una processó que celebrava els Misteris eleusins.
La processó fins a Eleusis començava a la Porta Sagrada del Ceràmic el 19 de Boedromion. Era la via més antiga de Grècia. Tenia una longitud de 22 km i arribava, entre muntanyes, al santuari de Demèter a Eleusis. En l'actualitat, la carretera que va des del centre d'Atenes a Egàleos (vora la muntanya d'Egàleos) i Chaidari (l'antiga ruta a Eleusis) es diu Iera Odos a partir del nom de l'antiga via.